# Aleatico di Puglia
L'Aleatico di Puglia è un vino DOC la cui produzione è consentita nelle province di Bari, Brindisi, Foggia, Lecce e Taranto.